# Miss Italia 2021
Miss Italia 2021 si è svolta il 13 febbraio 2022. Per la prima volta nella storia del concorso, la finale si è svolta a Venezia. Per il secondo anno consecutivo la finale non è stata trasmessa in televisione, ma solamente in streaming (questa volta sulla piattaforma Helbiz Live). I conduttori della finale sono stati Alessandro Di Sarno ed Elettra Lamborghini con la partecipazione di Carolina Stramare.
Il nuovo format, creato da Giorgio John Squarcia, toglie fasce e numerini dalla finale, inserisce tre diversi tipi di prove in stile "talent show", prevede che le concorrenti siano inconsapevoli protagoniste di esperimenti sociali girati con telecamere nascoste e, per la prima volta nella storia, inserisce le finaliste eliminate in giuria.  
La finale era inizialmente in programma per il 19 dicembre 2021, ma a causa della positività da COVID-19 di due concorrenti, il 15 dicembre viene comunicata la decisione di rinviarla a febbraio dell'anno successivo.
La vincitrice di questa edizione è la napoletana Zeudi Di Palma.  Non sono state assegnate altre fasce.

## Le concorrenti
Le finaliste sono state annunciate sui social network del concorso il 6 dicembre 2021. Come per la precedente edizione, non essendo previsto il televoto e data l'assenza della diretta televisiva, alle finaliste non è stato assegnato un numero di gara; per la seconda volta (la prima era stata nel 2020), inoltre le finaliste vengono presentate solo con il loro nome, cognome e regione per cui si sono classificate.
- Francesca Bessone (Piemonte)
- Francesca Mamè (Lombardia)
- Beatrice Farina (Lombardia)
- Anna Sofia Chicco (Trentino Alto Adige)
- Erika Rebbelato (Friuli Venezia Giulia)
- Debora Pattarello (Veneto)
- Alessia Cardinale (Liguria)
- Greta Iotti (Emilia-Romagna)
- Daniela Ruggirello (Toscana)
- Angelica Marini (Marche)
- Martina Spezzaferro (Marche)
- Giulia Talia (Lazio)
- Lorena Tonacci (Campania)
- Zeudi Di Palma (Campania)
- Gabriella Bagnasco (Basilicata)
- Denise Angelini (Puglia)
- Francesca Russo (Calabria)
- Ludovica Cutuli (Sicilia)
- Elena Meloni (Sardegna)

Inizialmente il numero previsto delle finaliste era 20, ma a causa del ritiro, per positività al COVID-19, pochi giorni prima della finale di Beatrice Scolletta (Lazio), il numero di partecipanti alla finale si è ridotto a 19.

## Piazzamenti
| Risultato finale | Concorrente                                                                    |
| ---------------- | ------------------------------------------------------------------------------ |
| Miss Italia 2021 | - – Zeudi Di Palma                                                             |
| 2ª classificata  | - – Gabriella Bagnasco                                                         |
| 3ª classificata  | - – Lorena Tonacci                                                             |
| Top 6            | - – Francesca Mamè - – Erika Rebbelato - – Daniela Ruggirello                  |
| Top 10           | - – Debora Pattarello - – Greta Iotti - – Martina Spezzaferro - – Giulia Talia |

## Finaliste per regione
| Finaliste | Regione               |
| --------- | --------------------- |
| 2         | Campania              |
| 2         | Lombardia             |
| 2         | Marche                |
| 1         | Lazio                 |
| 1         | Sicilia               |
| 1         | Sardegna              |
| 1         | Basilicata            |
| 1         | Calabria              |
| 1         | Emilia-Romagna        |
| 1         | Friuli-Venezia Giulia |
| 1         | Liguria               |
| 1         | Piemonte              |
| 1         | Puglia                |
| 1         | Toscana               |
| 1         | Trentino-Alto Adige   |
| 1         | Veneto                |

## Giuria
La giuria è così composta:
- Flaminia Bolzan
- Arturo Brachetti
- Elisabetta Franchi (presidente di giuria)
- Jonathan Kashanian

## Miss Italia - Crown Revolution
La serata finale è stata preceduta dal programma Miss Italia - Crown Revolution, una miniserie in cinque puntate girate in stile docu-reality, creata da Giorgio John Squarcia e  condotta da Alessandro Di Sarno ambientate a Venezia, pubblicata a cadenza quotidiana dal 13 al 17 dicembre su Helbiz Live, incentrata sulla presentazione delle finaliste e su alcune prove che devono superare guidate da dei giudici coach.

### Puntate
| Nº | Pubblicazione    | Riassunto | Giudice / Coach             |
| -- | ---------------- | --- | --------------------------- |
| 1  | 13 dicembre 2021 | Presentazione delle venti finaliste | -                           |
| 2  | 14 dicembre 2021 | Presentazione delle venti finaliste | -                           |
| 3  | 15 dicembre 2021 | Prova di originalità: suddivise in coppie, le finaliste devono raggiungere in un tempo limitato e senza l'aiuto dei loro smartphone un luogo di Venezia a loro indicato, dove devono scattarsi una foto accompagnata da una frase avvincente da loro ideata. | Flaminia Bolzan (psicologa) |
| 4  | 16 dicembre 2021 | Prova di originalità: suddivise in coppie, le finaliste devono raggiungere in un tempo limitato e senza l'aiuto dei loro smartphone un luogo di Venezia a loro indicato, dove devono scattarsi una foto accompagnata da una frase avvincente da loro ideata. | Flaminia Bolzan (psicologa) |
| 5  | 17 dicembre 2021 | Prova di originalità: suddivise in coppie, le finaliste devono raggiungere in un tempo limitato e senza l'aiuto dei loro smartphone un luogo di Venezia a loro indicato, dove devono scattarsi una foto accompagnata da una frase avvincente da loro ideata. | Flaminia Bolzan (psicologa) |

## Miss Italia Social
Per la prima volta nella storia del concorso, 10 prefinaliste non facenti parte del gruppo delle finaliste del concorso principale, sono state selezionate per contendersi il titolo di Miss Italia Social (già presente come fascia speciale a partire dall'edizione del 2015).
- Ilaria Fiocchetti (Lazio)
- Ilaria Campanile (Campania)
- Claudia Torchia (Basilicata)
- Erika Arena (Calabria)
- Martina Salvatore (Calabria)
- Giada Rumè (Sicilia)
- Alessia Nolla (Sicilia)
- Paola Gambina (Sicilia)
- Chiara Manca (Sardegna)
- Francesca Ibba (Sardegna)

Il titolo è stato assegnato a Chiara Manca.